# 億京發展
億京發展及策劃有限公司（英語：Billion Development and Project Management Ltd），簡稱億京發展，1994年創立，是一間發蹟於香港東九龍的地產發展商。公司始創人余卓兒與父親余錦炯於1972年一同創辦迅達五金機器廠，主力承辦消防工程生意，及後將殘舊工廠大廈整幢買回來，變身成為甲級寫字樓。近年，其項目已擴展到荃灣及長沙灣一帶，亦涉足新界的酒店及住宅建設。

## 發展項目

### 住宅
- 深水埗
  - 悦海軒：2004年入伙
- 荃灣
  - 映日灣：3座樓高31層住宅，2014年8月13日以39.398億元奪得（部分權益已出讓予一澳門地產商）[4]
- 大埔白石角
  - 科進路海日灣：2014年11月5日集團旗下暉隆有限公司以25.4288億元奪得[5]，每呎樓面地價3,552元
  - 創新路海日灣II：2016年5月17日集團旗下璟通有限公司以40.2388億元奪得，每呎樓面地價3,620元。[5]
- 長沙灣
  - 尚南天：2008年入伙
- 何文田
  - 藍馬豪庭：2005年入伙（與藍馬集團合作發展）[6]

### 酒店
- 天水圍天秀路8號悅品天秀酒店

### 寫字樓
- 觀塘
  - 寧晉中心
  - 萬兆豐中心
  - 東瀛游廣場
  - 皇廷廣場
  - 創業街15-17號萬泰利廣場：2010年9月27日以3.8億元購入，樓面地價約1,523元，2013年1月7日與地政總署達成補價協議，涉額約11.2億元，樓面呎價約4,200元
  - 成業街10號電訊一代廣場：2009年以3.3億元購入，平均呎價約1,375元，補地價7.7237億元，每平方呎補價達2,9290元。
  - 駿業街52至56號中海日升中心
  - 觀塘道368號波頓科創中心：2017年12月14日以13.2億元向美亞集團購入，物業地盤面積20,175平方呎，可建總面積達242,100方呎，呎價近5400元。
- 新蒲崗
  - 五芳街2號：2010年以6.01億元購入地盤，現連同補地價4.8301億元，未計建築費的成本約10.8401億元。
  - 大有街3號萬迪廣場
- 九龍灣
  - 常悅道1號恩浩國際中心
  - 億京中心
  - 宏光道6號
  - 祥業街、常怡道與偉業街交界的新九龍內地段第6313號：2015年5月13日億京發展佔項目權益40%、信和置業和資本策略各佔30%合組的明宏有限公司以30.3888億奪得，每呎樓面地價6205元，地盤面積約40849方呎，指定作非工業用途，最低及最高的樓面面積為293,855及489,758方呎
- 長沙灣
  - 福源廣場
  - 尚南天
  - 億京廣場1期
  - 億京廣場2期
  - 擎天廣場
  - 興迅廣場
- 荃灣
  - 楊屋道88號Plaza 88：高37層的甲級寫字樓及商場，2014年8月13日以39.398億元奪得（部分權益已出讓予一澳門地產商）[4]
  - 海盛路3號TML廣場：2010年9月28日以8.75億元向嘉民亞洲基金購入地皮，每方呎樓面地價僅約700元，面積91,201方呎，總樓面914,776平方呎
  - 沙咀道37-43號文迪工業大廈：2017年10月19日斥资2.58億港元購入，該工廈現為樓高3層之工業大廈，地盤面積約14,000方呎。根據城市規劃最高地積比率為9.5倍，屬其他指定用途（商業） 。
  - 沙咀道1號環貿廣場：2017年12月5日以21.6256億元向永泰地產購入，物業地盤面積逾50,000平方呎，總樓面497,100平方呎，呎價近4,400元。
- 葵涌匯城集團大廈
- 天水圍天秀路8號天一商城
- 沙田石門京瑞廣場。
- 元朗
  - 4S汽車城：位於元朗橋旺街及橋盛街交界，鄰近西鐵天水圍站，現為一幢3層高玻璃幕牆項目，總樓面約351,951方呎，單位面積由1,277至41,928方呎不等。
  - 橋旺街13號麗達集團大廈：2018年1月16日以3.6億元購入，大廈樓高兩層，總樓面為5.72萬方呎，以成交價3.6億計，折合呎價約6,294元。
- 粉嶺安樂村安全街：2018年7月25日以7.329億元中標粉嶺上水市地段第267號，地皮面積約為40,526平方呎，以總樓面202,636方呎計，每方呎樓面地價約3,617元，創全港工業地每呎樓面地價新高紀錄。

## 外部連結
- 官方網頁（页面存档备份，存于）